# Lacey Chabert

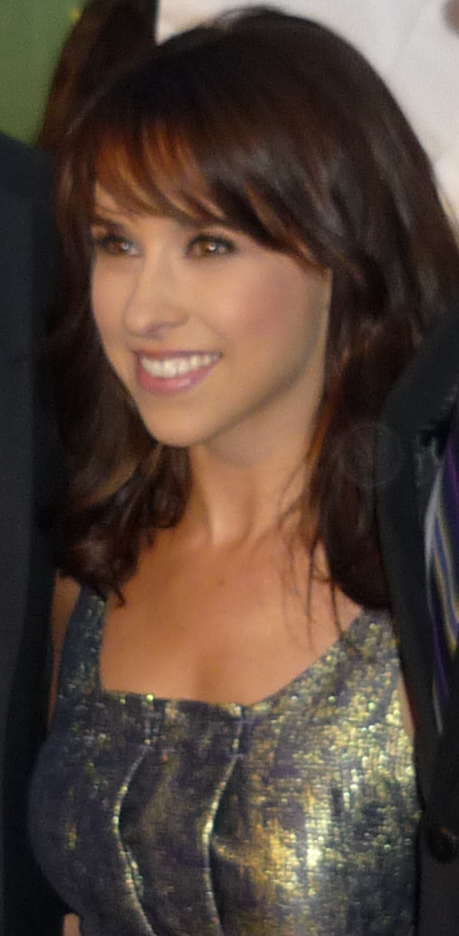
Lacey Chabert (2010)

Lacey Nicole Chabert (ur. 30 września 1982 w Purvis, w stanie Mississippi) – amerykańska aktorka filmowa, telewizyjna i głosowa.

## Życiorys
Córka Julie i Tony’ego Chabertów. Ma młodszego brata T.J.-a i dwie starsze siostry, Wendy i Crissy. Jest chrześcijanką. Przeniosła się wraz z rodziną do Południowej Kalifornii, gdy otrzymała rolę Claudii Salinger w serialu telewizyjnym stacji FOX Ich pięcioro (Party of Five). Debiutowała na Broadwayu jako młoda Cosette w musicalu Les Misérables, a jej pierwszą poważną rolą była postać Bianki Montgomery w operze mydlanej ABC Wszystkie moje dzieci (All My Children, 1993).
W 1999 roku wzięła udział w dubbingu do pierwszego sezonu serialu animowanego dla dorosłych Głowa rodziny (Family Guy), wcielając się w postać Meg Griffin, zanim Mila Kunis objęła to stanowisko w serii drugiej. Jest znana z drugoplanowych występów w przebojach kinowych: To nie jest kolejna komedia dla kretynów (Not Another Teen Movie, 2001), Krwawe święta (Black Christmas, 2006) oraz Wredne dziewczyny (2004). Za rolę w tym ostatnim filmie, wspólnie z Lindsay Lohan, Rachel McAdams i Amandą Seyfried, odebrała w 2005 roku nagrodę MTV Movie Awards. W styczniu 2007 pojawiła się na okładce magazynu Maxim.

## Filmografia
- Odrobina raju (A Little Piece of Heaven, 1991) jako Hazal
- Wszystkie moje dzieci (All My Children, 1993) jako Bianca Montgomery
- Gypsy (1993) jako Baby June
- Richard Scarry's Best Learning Songs Video Ever! (1993) jako (głos)
- Ich pięcioro (Party of Five, 1994–2000) jako Claudia Salinger
- Educating Mom (1996) jako Carly
- Zabójczy sekret (When Secrets Kill, 1997) jako Jenny Newhall
- Journey Beneath the Sea (1997) jako Merla
- Redux Riding Hood (1997) jako Czerwony Kapturek (głos)
- Babes in Toyland (1997) jako Jill (głos)
- Anastazja (Anastasia, 1997) jako Młoda Anastazja (śpiew)
- Zagubieni w kosmosie (Lost in Space, 1998) jako Penny Robinson
- Michaił Barysznikow – bajki z mojego dzieciństwa: Ostatni płatek (odc. 8) (Stories from My Childhood: The Last Petal, 1998) jako Jenny (głos)
- Dzika rodzina Thornberrych (The Wild Thornberrys, 1998–2001) jako Eliza Thornberry (głos)
- Król lew 2: Czas Simby (The Lion King II: Simba's Pride, 1998) jako młoda Vitani (głos)
- Głowa rodziny (Family Guy, 1999) jako Megan Griffin (1999–2000) (głos)
- We Wish You a Merry Christmas (1999) jako Cindy (głos)
- Tart (2001) jako Eloise Logan
- To nie jest kolejna komedia dla kretynów (Not Another Teen Movie, 2001) jako Amanda Becker
- Buntownik (Hometown Legend, 2002) jako Rachel Sawyer
- Dzika rodzinka (The Wild Thornberrys Movie, 2002) jako Eliza Thornberry (głos)
- Balto II Poszukiwania (Balto II: Wolf Quest, 2002) jako Aleu
- Żona wyrzutka (The Scoundrel's Wife, 2002) jako Florida Picou
- Małolaty u taty (Daddy Day Care, 2003) jako Jenny
- Rugratsy szaleją (Rugrats Go Wild!, 2003) jako Eliza Thornberry (głos)
- Cień strachu (Shadow of fear, 2004) jako Allison Henderson
- Wredne dziewczyny (Mean Girls, 2004) jako Gretchen Wieners
- Historia Brooke Ellison (The Brooke Ellison Story, 2004) jako Brooke Ellison
- Niecne uczynki (Dirty Deeds, 2005) jako Meg
- The Pleasure Drivers (2005) jako Faruza
- Nice Guys (2005) jako Cindy
- Choose Your Own Adventure: The Abominable Snowman (2005) jako Crista North
- Bratz (2005) jako Kaycee (głos)
- A New Wave (2005) jako Julie
- 2004: A Light Knight’s Odyssey (2006) jako Jeanna (głos)
- Be My Baby (2006) jako Tiffany
- Przypadkowy morderca (Accidental Murder, 2006) jako Libby
- Fatwa (2006) jako Noa Goldman
- Krwawe święta (Black Christmas, 2006) jako Dana Mathis
- Duchy moich byłych (The Ghosts of Girlfriends Past, 2009) jako Sandra
- Sprawa z przeszłości (The Lost, 2009) jako Jane
- Dziewczyna z windy (Elevator Girl, 2010) jako Liberty Taylor